# Dorzano
Dorzano (Dorsan in piemontese) è un comune italiano di 531 abitanti della provincia di Biella in Piemonte.

## Geografia fisica
Adagiato tra i confini occidentali della Pianura Padana e le ultime propaggini sud-orientali della collina della Serra d'Ivrea sul lato biellese, Dorzano si trova ai confini orientali della Riserva naturale della Bessa. È posto tra i comuni di Cavaglià e Salussola, dando l'ingresso alla strada per Biella, la ex-statale 143 Vercellese, altresì attraversato dalla ferrovia Santhià-Biella.

Confina a sud con Cavaglià, a ovest con Roppolo, a nord con Salussola e a ovest con Carisio. La quota è compresa tra i poco più di 400 m della collina, che sovrasta il lagetto di Bosi (già sotto comune di Roppolo) e i 210 metri che si toccano in località Brianco. La popolazione si concentra attorno al centro comunale e in poche cascine sparse per la campagna.

## Storia
Il toponimo deriverebbe dal protoceltico dor ("porta"), oppure or ("cima"), trasformato ben presto nel gentilizio durdius o durtius, a indicare geograficamente una sommità collinare posta all'ingresso delle valli biellesi; il territorio dorzanese era infatti popolato da antiche tribù Celto-Victimule, almeno fino al III secolo d.C. circa, così come nella vicina Salussola, il Monte Orsetto e altre località circostanti. Il primo documento in cui si cita il nome latino Durzianum risale, comunque, al XIII secolo.

Alcuni resti di epoca romana invece, furono ritrovati in località Porte, oltre che nella vicina Borgata Salomone di Roppolo. 

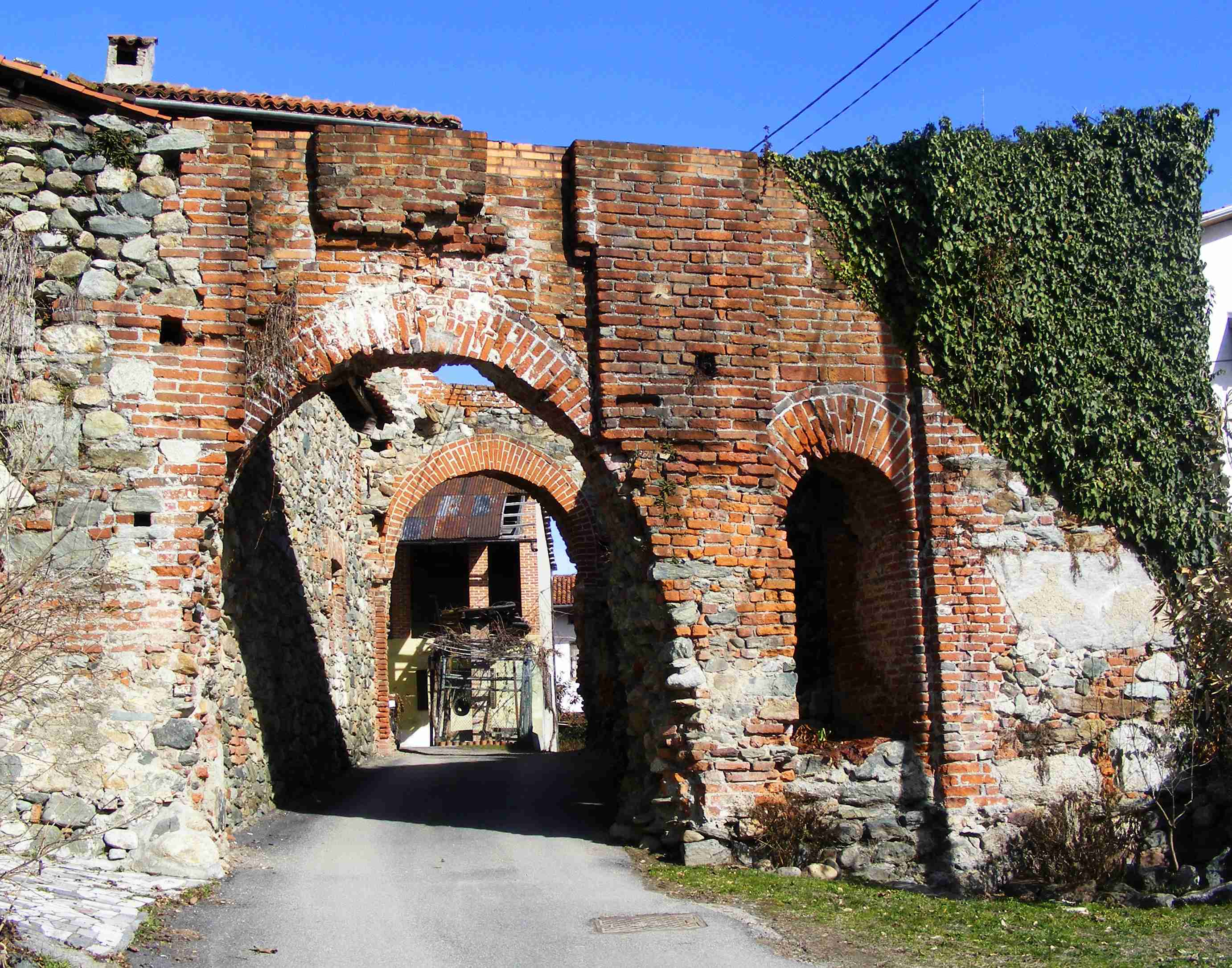
I resti del ricetto

Similmente, altri reperti di epoca longobarda, risalgono al V-VII secolo, quando Dorzano seguì le stesse sorti della vicina Salussola, ovvero l'annessione al Capitolo Diocesano Vercellese intorno al X secolo, ad es. la pieve di San Secondo (un tempo nel comune di Salussola) con i resti oggi ai confini comunali di Dorzano, con la fortificazione di un piccolo ricetto da parte dei conti Aymone (o Aimone) di Cavaglià, presumibilmente agli inizi del XII secolo. Annesso quindi al Sacro Romano Impero, Dorzano fu poi concesso, insieme alla vicina Cavaglià e parte di Salussola, agli Avogadro che, nel 1404, si assoggettarono ad Amedeo VIII di Savoia.

Nel 1426, Ludovico di Savoia separò Cavaglià da Dorzano, dando quest'ultimo feudo a Ludovico di Valperga, conte di Masino, fino alla fine della sua dinastia. Poi, nel 1626 il re Carlo Emanuele I di Savoia lo annesse, insieme ad altri paesi, al Capitanato territoriale di Biella. Nel 1713 divenne proprietà di Gaspare Francesco Balegno, il quale a sua volta lo cedette al generale di artiglieria francese Claudio d'Hallot des Hayes, quando Dorzano passò nuovamente al dipartimento vercellese nel 1799. Verso la fine del XVIII secolo al paese venne riconosciuta l'autonomia comunale, mentre nel 1992 fu accorpato alla Provincia di Biella.

### Simboli
Lo stemma del comune di Dorzano è stato concesso con decreto del presidente della Repubblica del 31 ottobre 1988.
Il gonfalone è un drappo troncato di azzurro e di giallo.

## Monumenti e luoghi d'interesse

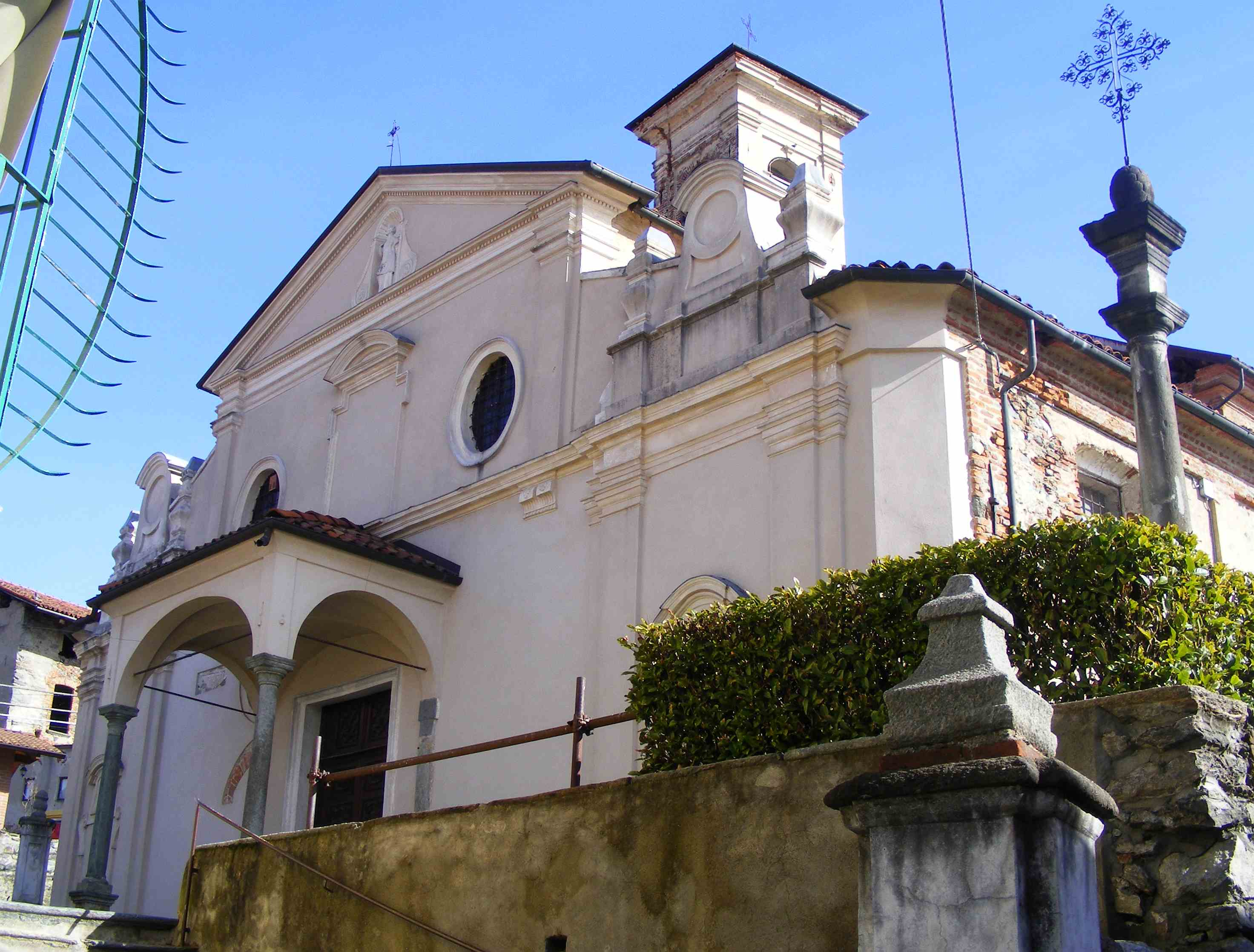
La chiesa parrocchiale

- Il ricetto, realizzato a scopo di fortificazione tra l'XI e il XII secolo dai conti Aymone (o Aimone) di Cavaglià, fu in seguito utilizzato come riparo per la popolazione in caso di guerre o epidemie. Oggi rimangono pochi ruderi tra le case che sorgono sull'altura che sovrasta la parrocchiale [11]

- La chiesa parrocchiale di San Lorenzo: edificio risalente al XVI secolo, che conserva al suo interno alcune sculture e un battistero di notevole pregio
- Cappella di San Rocco: caratterizzata da una bella facciata in stile barocco, sorge accanto al cimitero[12]

## Società

### Evoluzione demografica
Abitanti censiti

## Amministrazione

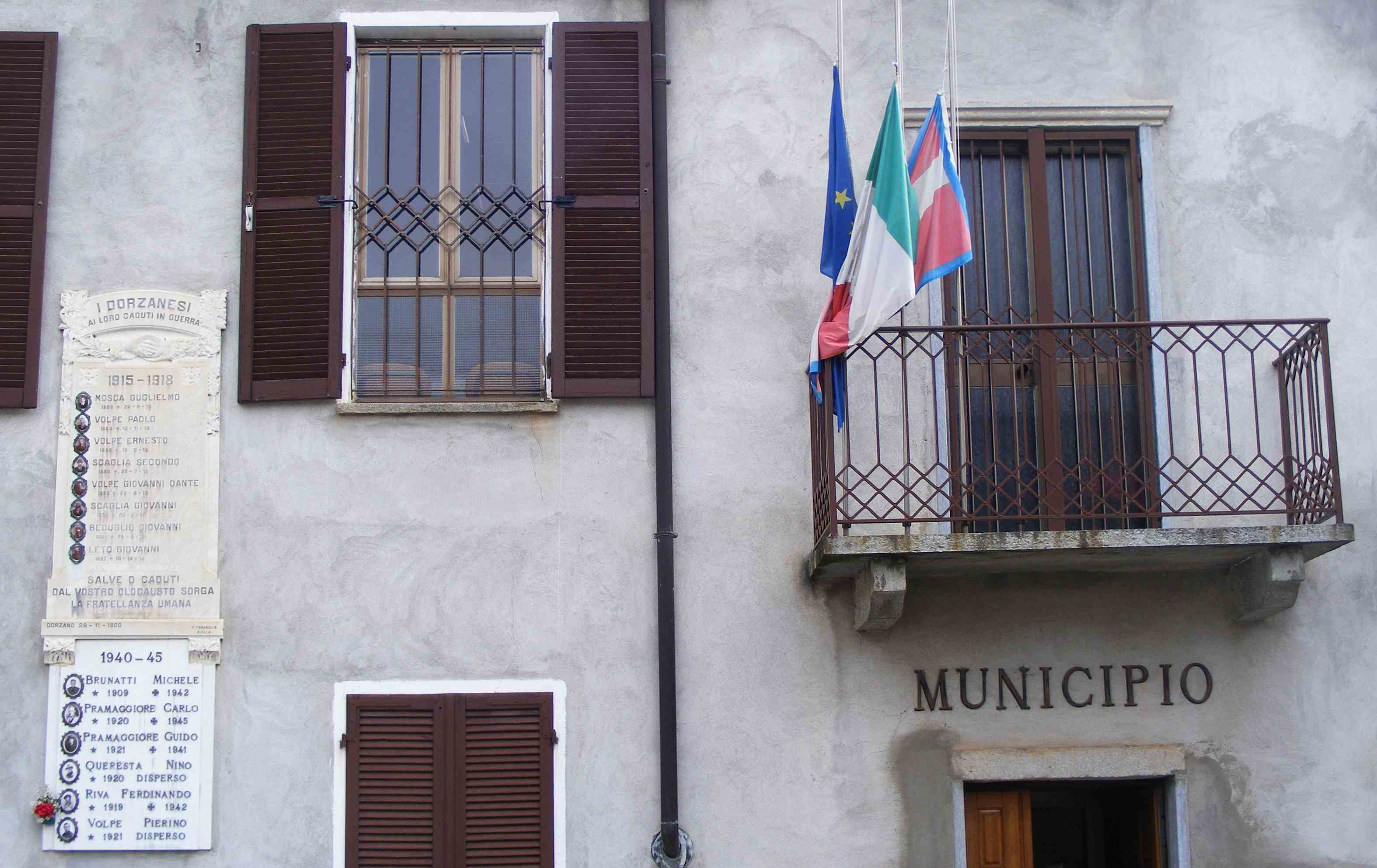
Il municipio

| Periodo | Periodo   | Primo cittadino  | Partito      | Carica  | Note |
| ------- | --------- | ---------------- | ------------ | ------- | ---- |
| 2006    | 2011      | Alberto Volpe    | lista civica | Sindaco |      |
| 2011    | in carica | Sergio Gusulfino | lista civica | Sindaco |      |